# Orchaise
Orchaise és un municipi francès, situat al departament del Loir i Cher i a la regió de Centre – Vall del Loira. L'any 2007 tenia 886 habitants.

## Demografia

### Població
El 2007 la població de fet d'Orchaise era de 886 persones. Hi havia 338 famílies, de les quals 60 eren unipersonals (28 homes vivint sols i 32 dones vivint soles), 119 parelles sense fills, 131 parelles amb fills i 28 famílies monoparentals amb fills.
La població ha evolucionat segons el següent gràfic:
Habitants censats

### Habitatges
El 2007 hi havia 383 habitatges, 342 eren l'habitatge principal de la família, 28 eren segones residències i 13 estaven desocupats. 375 eren cases i 8 eren apartaments. Dels 342 habitatges principals, 293 estaven ocupats pels seus propietaris, 46 estaven llogats i ocupats pels llogaters i 4 estaven cedits a títol gratuït; 1 tenia una cambra, 15 en tenien dues, 45 en tenien tres, 91 en tenien quatre i 191 en tenien cinc o més. 307 habitatges disposaven pel capbaix d'una plaça de pàrquing. A 119 habitatges hi havia un automòbil i a 203 n'hi havia dos o més.

### Piràmide de població
La piràmide de població per edats i sexe el 2009 era:
| Homes | Edats   | Dones |
| ----- | ------- | ----- |
| 0     | 95 o +  | 0     |
| 0     | 90 a 94 | 0     |
| 4     | 85 a 89 | 12    |
| 4     | 80 a 84 | 4     |
| 4     | 75 a 79 | 0     |
| 8     | 70 a 74 | 8     |
| 24    | 65 a 69 | 20    |
| 16    | 60 a 64 | 28    |
| 24    | 55 a 59 | 12    |
| 20    | 50 a 54 | 28    |
| 48    | 45 a 49 | 28    |
| 24    | 40 a 44 | 36    |
| 28    | 35 a 39 | 36    |
| 52    | 30 a 34 | 32    |
| 20    | 25 a 29 | 28    |
| 8     | 20 a 24 | 16    |
| 40    | 15 a 19 | 16    |
| 32    | 10 a 14 | 36    |
| 44    | 5 a 9   | 40    |
| 36    | 0 a 4   | 28    |

## Economia
El 2007 la població en edat de treballar era de 598 persones, 483 eren actives i 115 eren inactives. De les 483 persones actives 454 estaven ocupades (242 homes i 212 dones) i 29 estaven aturades (19 homes i 10 dones). De les 115 persones inactives 41 estaven jubilades, 44 estaven estudiant i 30 estaven classificades com a «altres inactius».

### Ingressos
El 2009 a Orchaise hi havia 338 unitats fiscals que integraven 893 persones, la mediana anual d'ingressos fiscals per persona era de 20.420 €.

### Activitats econòmiques
Dels 21  establiments que hi havia el 2007, 2 eren d'empreses extractives, 1 d'una empresa alimentària, 2 d'empreses de fabricació d'altres productes industrials, 5 d'empreses de construcció, 3 d'empreses de comerç i reparació d'automòbils, 1 d'una empresa d'hostatgeria i restauració, 1 d'una empresa immobiliària, 3 d'empreses de serveis i 3 d'entitats de l'administració pública.
Dels 5 establiments de servei als particulars que hi havia el 2009, 1 era un taller de reparació d'automòbils i de material agrícola, 1 paleta, 2 fusteries i 1 agència immobiliària.
L'únic establiment comercial que hi havia el 2009 era una fleca.
L'any 2000 a Orchaise hi havia 15 explotacions agrícoles que ocupaven un total de 654 hectàrees.

## Equipaments sanitaris i escolars
El 2009 hi havia una escola elemental integrada dins d'un grup escolar amb les comunes properes formant una escola dispersa.

## Poblacions més properes
El següent diagrama mostra les poblacions més properes.